# دریک ۹۰۲۲
سیارک ۹۰۲۲ (به انگلیسی: 9022 Drake، نامگذاری:1988PC1) نه هزار و بیست و دومین سیارک کشف شده‌است که در ۱۴ اوت ۱۹۸۸ کشف شد.
قدر مطلق سیارک برابر ۱۲٫۹۰ است.